# 若望-方济各·拉瓦西

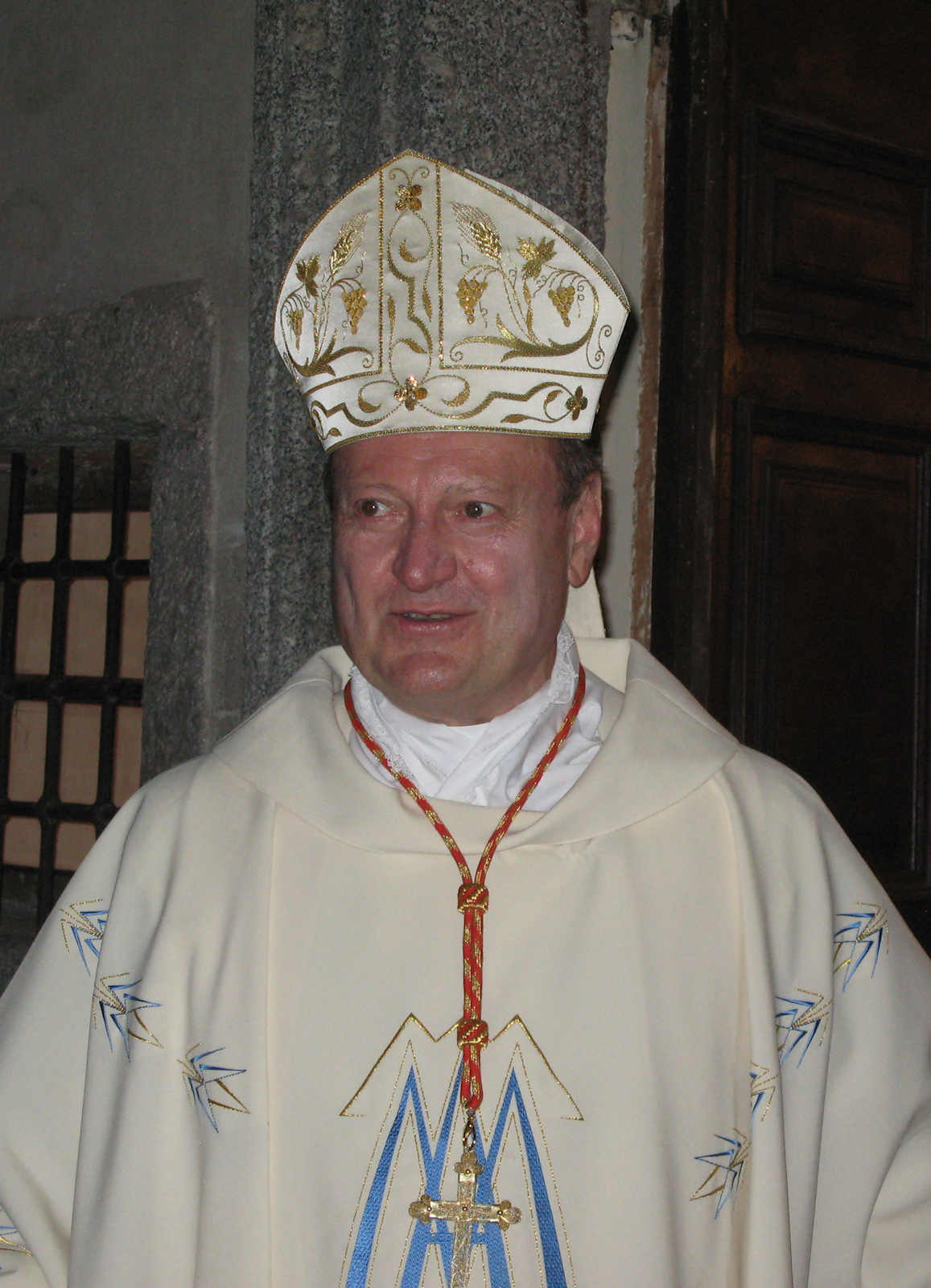
若望-方濟各·拉瓦西枢机

若望-方濟各·拉瓦西（義大利語：Gianfranco Ravasi；1942年10月18日—）是意大利籍天主教会枢机及现任宗座文化委员会主席。
拉瓦西在意大利梅拉泰出生，1966年6月28日晋铎。他於2007年9月3日起担任宗座文化委员会主席，同年9月29日晋牧。教宗本笃十六世於2010年11月20日將他擢升为枢机。

## 牧徽

若望-方濟各·拉瓦西枢机牧徽